# 서울인수초등학교
서울인수초등학교(서울仁壽初等學校)는 대한민국 서울특별시 강북구에 있는 공립 초등학교이다.

## 학교 연혁
- 1981년 12월 1일: 착공
- 1982년 7월 7일: 서울인수국민학교 설립인가
- 1982년 8월 20일: 준공
- 1982년 10월 25일: 서울인수국민학교 개교
- 1996년 3월 1일: 서울인수초등학교로 교명 개칭
- 2015년 12월 4일: 서울형 혁신학교 신규지정
- 2018년 8월 23일: 본관 및 후관 석면 해체•제거 작업 완료
- 2019년 2월 15일: 제35회 졸업식(127명,졸업생 누계 10,455명)

서울특별시 교육청 홈페이지 새소식, 서울형 혁신학교 지정 안내 보관됨 2017-08-29 - 웨이백 머신
- 2020년6월 8일: 등교개학 및 입학식

## 참고자료
- 서울인수초등학교 - 한국교육학술정보원 학교알리미